# Bejřov
Rybník Bejřov o výměře 1,6 ha se nalézá asi 1 km jižně od centra obce Obědovice v okrese Hradec Králové. Rybník je využíván pro chov ryb.

## Galerie

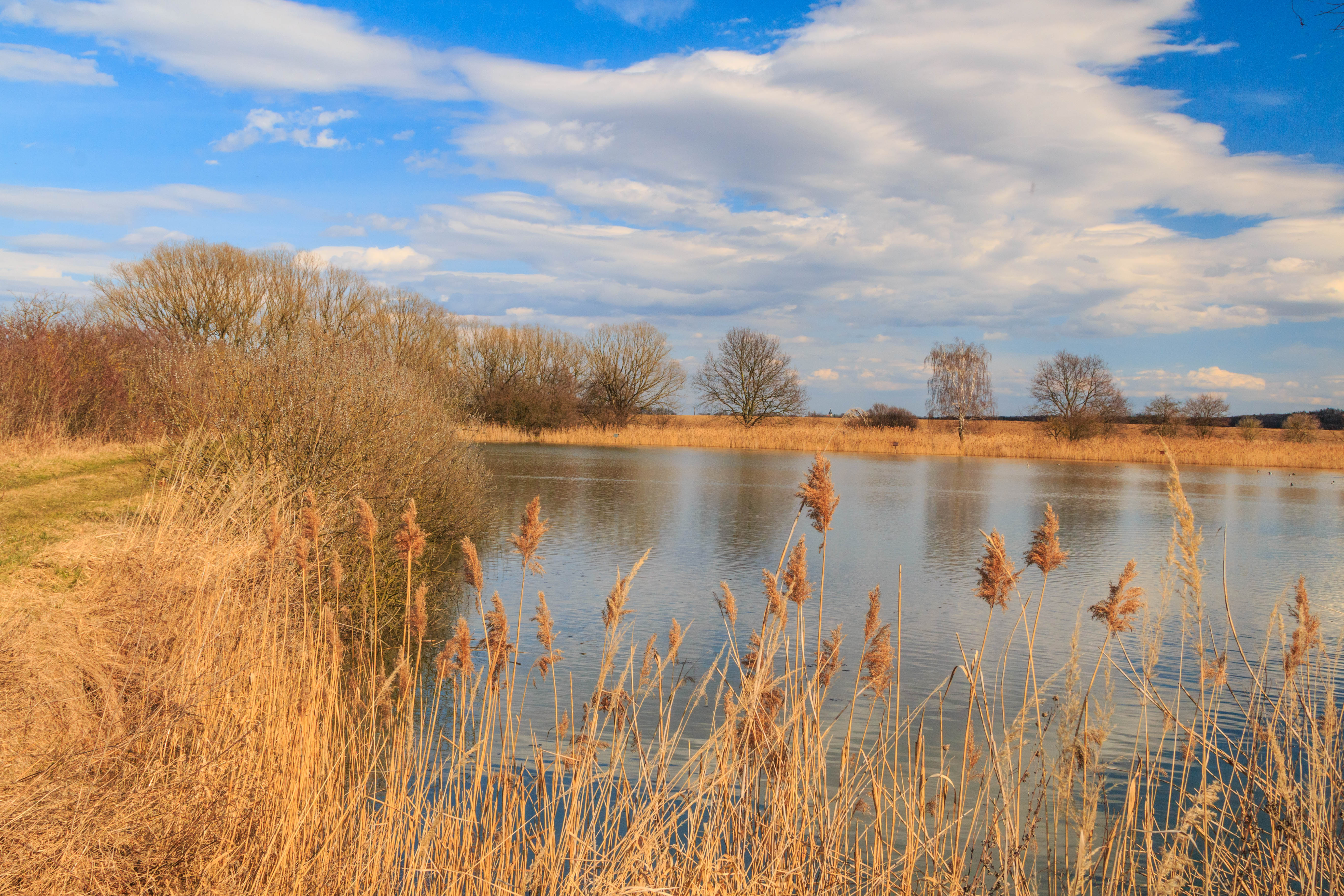
Pohledy na rybník Bejřov
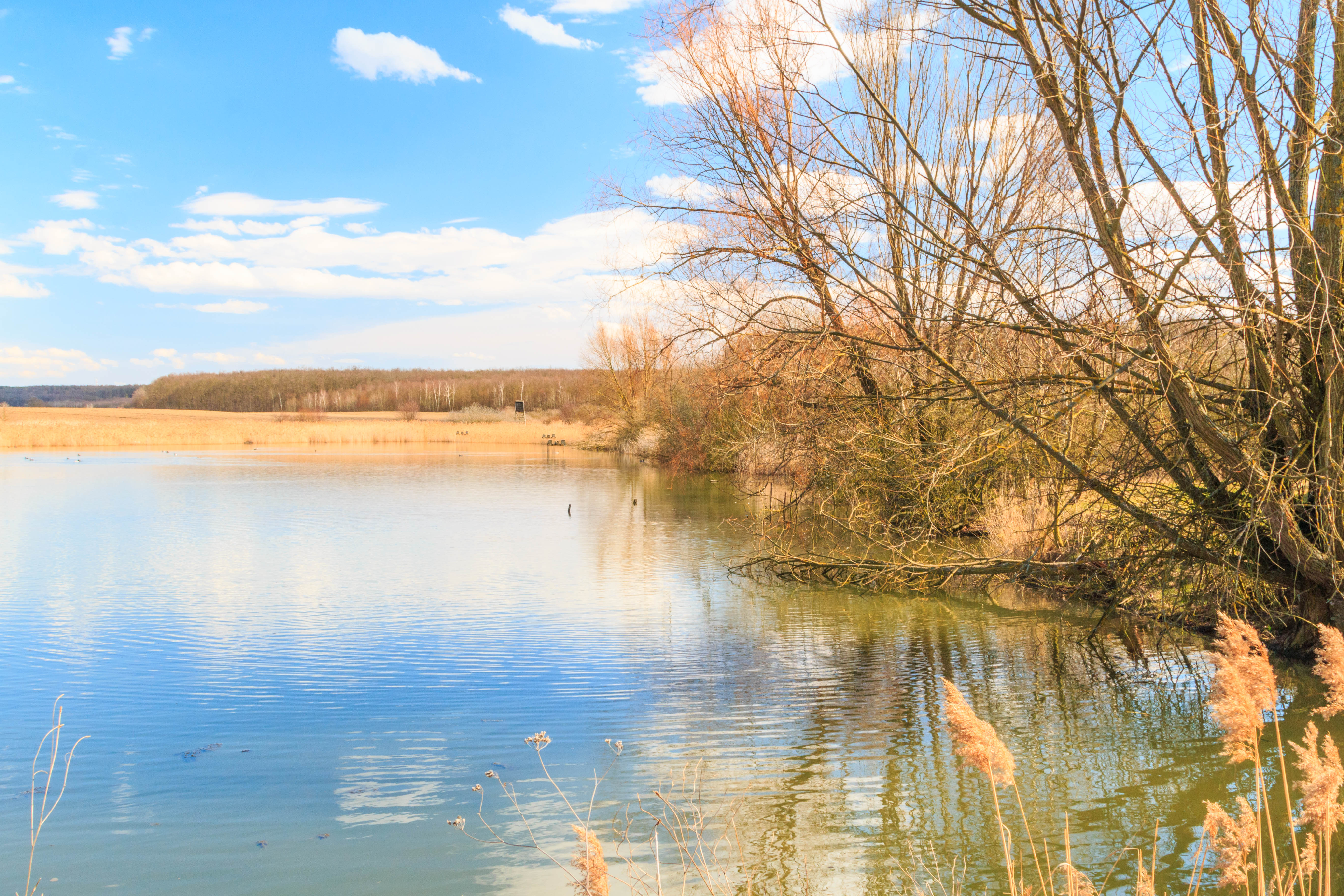
Pohledy na rybník Bejřov
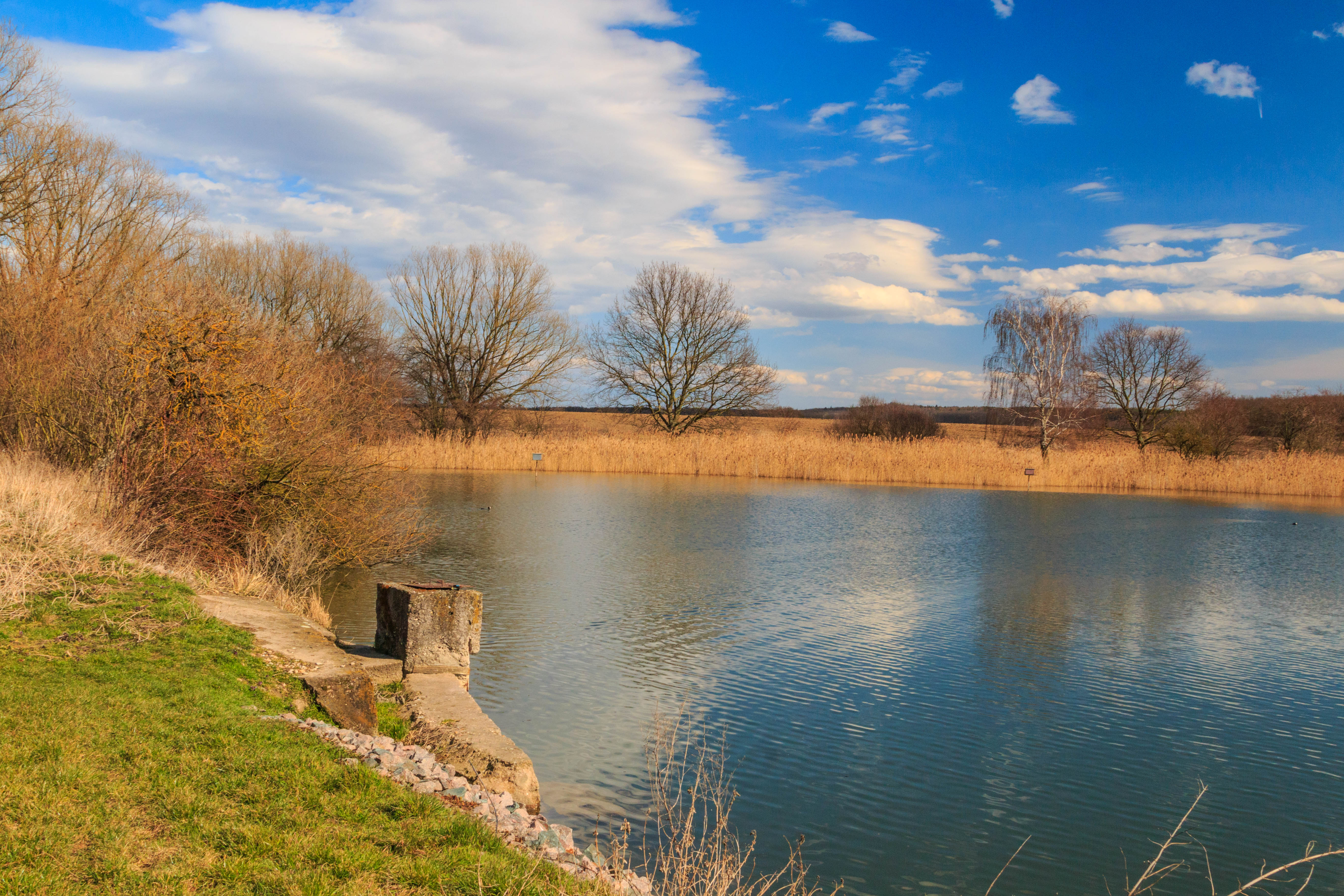
Pohledy na rybník Bejřov
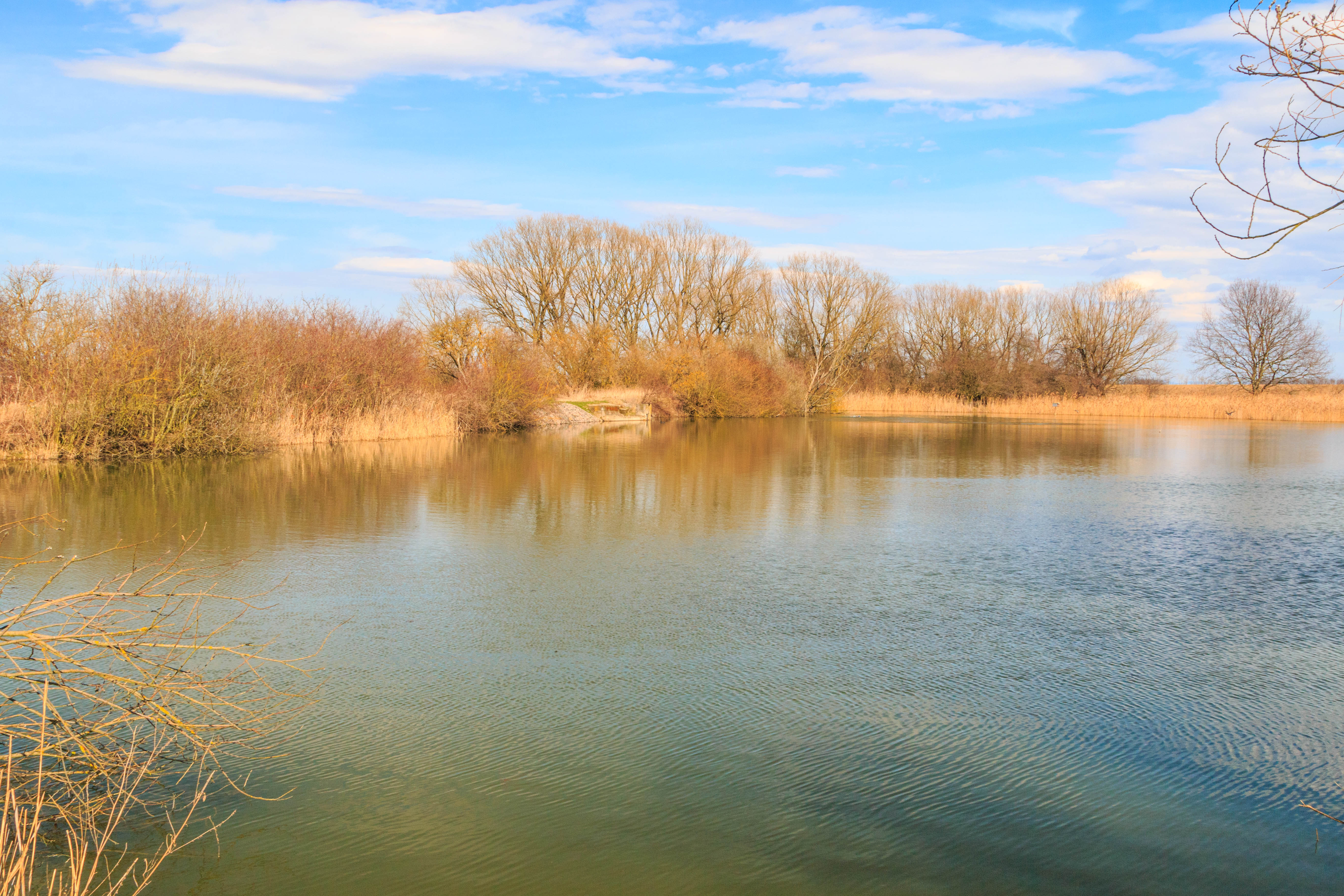
Pohledy na rybník Bejřov